# Motheo Mohapi
Motheo Mohapi (ur. 8 sierpnia 1968) – lesotyjski piłkarz, grający na pozycji pomocnika, trener piłkarski.

## Kariera piłkarska

### Kariera klubowa
Występował w miejscowych klubach na pozycji pomocnika, m.in. w Lesotho Defence Force FC.

### Kariera reprezentacyjna
W latach 1995–2000 bronił barw narodowej reprezentacji Lesotho.

## Kariera trenerska
Od 2006 do marca 2007 roku prowadził reprezentację Lesotho.